# Clytia trigona
Clytia trigona is een hydroïdpoliep uit de familie Campanulariidae. De poliep komt uit het geslacht Clytia. Clytia trigona werd in 1893 voor het eerst wetenschappelijk beschreven door Pictet. 